# بیل گلایزیر
بیل گلایزیر (انگلیسی: Bill Glazier؛ زادهٔ ۲ اوت ۱۹۴۳) بازیکن فوتبال اهل بریتانیا است.
از باشگاه‌هایی که در آن بازی کرده‌است می‌توان به باشگاه فوتبال کریستال پالاس، باشگاه فوتبال کاونتری سیتی، و باشگاه فوتبال برنتفورد اشاره کرد.
وی همچنین در تیم‌های ملی فوتبال زیر ۲۱ سال انگلستان و Football League XI بازی کرده‌است.